# Ohmae Kenichi
Ohmae Kenichi (jap. 大前 研一, Ōmae Ken’ichi; * 1943) ist ein japanischer Unternehmensberater und Autor von mehr als 140 Büchern über Management und gesellschaftspolitische Themen. Er ist ein Vertreter des Neoliberalismus.

## Leben
Nach einem Schulbesuch in Yokohama machte er seinen Bachelor an der Waseda-Universität in Tokio, seinen Master an der Tokyo Institute of Technology und seinen Doktor am Massachusetts Institute of Technology als Nuklearingenieur. Im Anschluss arbeitete er bei Hitachi an einem experimentellen schnellen Brüter, bevor er sich McKinsey als Unternehmensberater anschloss. Er blieb 23 Jahre bei McKinsey und baute dessen Strategiebereich mit auf. Er beriet zahlreiche Firmen und auch asiatische Regierungen. 1995 wurde ihm eine Ehrendoktorwürde von der University of Notre Dame verliehen.
Er lebt mit seiner Frau Jeanette in Tokio, hat zwei Söhne und verbringt seine Freizeit mit Musik, Segeln, Kampfsport, Motorradfahren und Tauchen.

## Leistungen
Ohmae Kenichi machte japanische Managementmethoden einem breiten westlichen Publikum bekannt, etwa die von Toyota praktizierte Just-in-time-Produktion. Er stellte außerdem die Unterschiede zwischen japanischen und westlichen Unternehmen dar, insbesondere wies er auf den längeren strategischen Planungshorizont japanischer Unternehmen im Vergleich zum durch Shareholder-Value-Denken kurzen Planungshorizont westlicher Unternehmen. Durch seine zahlreichen Publikationen, die schon in den 80er Jahren die Globalisierung als Phänomen der Weltwirtschaft vorhersagten bzw. beschrieben, prägte er viele Begriffe, die auch heute noch im Gebrauch sind.

## Kritik
Kapitalismuskritiker sehen in Ohmae Kenichi einen Vertreter des Neoliberalismus. Er stehe für freie und offene Märkte, in denen Kapital ungehindert fließen solle.
Er bette seine neoliberale Haltung häufig in stark pathetische Metapher-Konstruktionen ein, die kaum noch Aussagen beinhalten würden. Seine nach Ansicht der Kritiker äußerst „banalen“ und bereits oft in Zusammenhang mit neoliberaler Wirtschaftspolitik gehörten Thesen würden von ihm als neu, teilweise fast als „revolutionär“ dargestellt und dadurch unnötig aufgebauscht. So suggeriere er Fachkompetenz mit simplen Wirtschaftszusammenhängen, die allgemein bekannt seien.
Beispiel:
Politik neu erfinden

Die globale Bühne verlangt nach einem neuen Drehbuch. Dazu müssen die wichtigsten Akteure ihre Handlungs- und Denkweisen verändern. Das gilt für Individuen ebenso wie für Institutionen – ob Unternehmen, Gewerkschaften, Bürgerinitiativen, Investoren, regionale oder nationale Regierungen.
- Was kommt nach der Globalisierung ? (2006)

## Werke (Auswahl)
- Macht der Triade: die neue Form weltweiten Wettbewerbs. Gabler, 1985, ISBN 3-409-13310-0
- Japanische Strategien. McGraw-Hill, 1986, ISBN 3-89028-057-9
- The Borderless World. Harpercollins, 1990, ISBN 1-86197-584-8
- The Mind of the Strategist. The Art of Japanese Business. McGraw-Hill, 1991, ISBN 0-07-047904-6
- End of the Nation State: The Rise of Regional Economies. Free Press, 1995, ISBN 0-02-923341-0
- The Evolving Global Economy. Harvard Business School Press, 1995, ISBN 0-87584-640-8
- Der neue Weltmarkt. Hoffmann + Campe Vlg GmbH, 1996, ISBN 3-455-11166-1
- Die neue Logik der Weltwirtschaft. Fischer, 2001, ISBN 3-596-12062-4
- The Invisible Continent: Four Strategic Imperatives of the New Economy. Nicholas Brealey Publishing Ltd., 2001, ISBN 0-06-095742-5
- Traid Power. Free Press, 2002, ISBN 0-7432-3634-3
- The Next Global Stage. Wharton School Publishing, 2005, ISBN 0-13-147944-X
- Was kommt nach der Globalisierung?. Econ, 2006, ISBN 3-430-17276-4